# Interferone beta-1b
L'Interferone beta-1b è un farmaco nella famiglia degli interferoni usato per trattare la forma remissiva-recidiva e la secondaria-progressiva della sclerosi multipla (MS). È approvato per l'uso dopo i primi eventi di MS. Viene somministrato per iniezione sottocutanea ed è stato dimostrato che rallenta l'avanzare del malessere così come la frequenza di attacchi.

## Impiego clinico
Si pensa che i farmaci basati sull'interferone-beta ripongano i loro effetti benefici impedendo il progresso della sclerosi multipla grazie alle loro proprietà anti-infiammatorie.
Studi hanno anche evidenziato che l'interferone-beta migliora l'integrità della barriera emato-encefalica (BBB, blood-brain barrier), che generalmente si indebolisce nei pazienti affetti da MS, consentendo l'aumento del numero di sostanze indesiderate nel cervello. Questo rinforzamento della BBB potrebbe essere un fattore contribuente agli effetti benefici dell'interferone beta.
Questi studi sono stati condotti in vitro, perciò non necessariamente questo significa che funzioni allo stesso modo nelle persone.

## Formule commerciali
È commercializzato coi nomi commerciali Betaferon, Betaseron (Nord America) ed Extavia.
Betaferon/Betaseron è commercializzato oggi dalla Bayer HealthCare; in realtà a scoprirlo fu la Schering AG (a Berlex in Nord America), ora assorbita dalla Bayer HealthCare. Novartis ha introdotto Extavia, una nuova marca di interferone beta-1b, nel 2009.